# Správní obvod Cheb

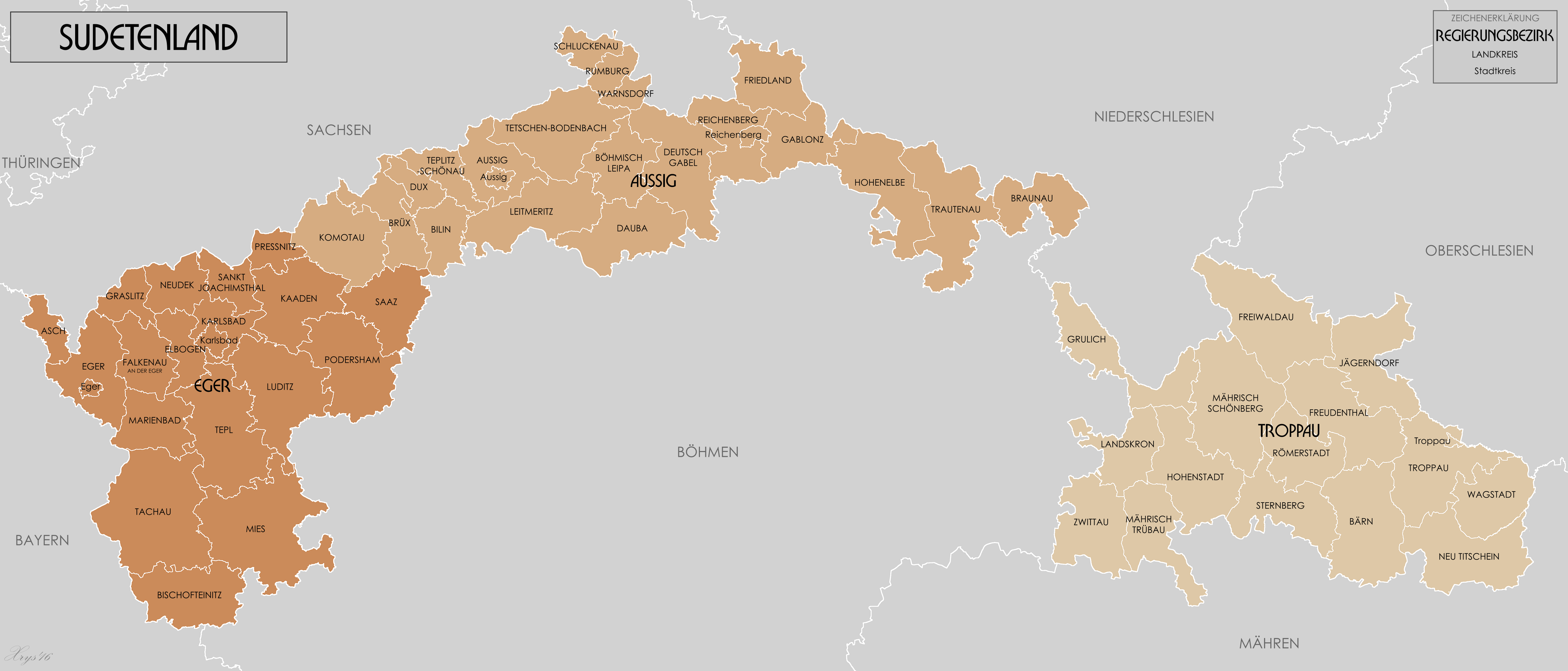
Administrativní mapa Říšské župy Sudety se zemskými a městskými okresy (1944)

Správní obvod Cheb/Eger (německy Regierungsbezirk Eger) byl správní jednotkou Říšské župy Sudety v rámci nacistické Německé říši v letech 1939–1945 se správním sídlem v Karlových Varech.

## Historie
Správní obvod Cheb existoval od roku 1939 do roku 1945. Po skončení války se oblast opět stala součástí Československa. Místní Němci byli na základě tzv. Benešových dekretů vyvlastněni a v rámci odsunu Němců z Československa nuceni oblast opustit.

### Vedení civilní správy
- 1938: Harald Turner (1891–1947) [2]

#### Předsedové
- 1938–1940: Wilhelm Sebekovsky (1906–1981) [3]
- 1940–1945: Karl Müller [4]

## Administrativní členění
| Německý název                  | český název                  | rozloha (km²) | počet obyvatel (stav k 17. květnu 1939) |
| ------------------------------ | ---------------------------- | ------------- | --------------------------------------- |
| Stadtkreis Eger                | Městský okres Cheb           | 24,41         | 35.507                                  |
| Stadtkreis Karlsbad            | Městský okres Karlovy Vary   | 46,12         | 53.311                                  |
| Landkreis Asch                 | Zemský okres Aš              | 141,83        | 44.690                                  |
| Landkreis Bischofteinitz       | Zemský okres Horšovský Týn   | 502,72        | 35.484                                  |
| Landkreis Eger                 | Zemský okres Cheb            | 430,90        | 43.270                                  |
| Landkreis Elbogen              | Zemský okres Loket           | 207,61        | 37.393                                  |
| Landkreis Falkenau an der Eger | Zemský okres Falknov/Sokolov | 291,58        | 58.559                                  |
| Landkreis Graslitz             | Zemský okres Kraslice        | 171,65        | 35.484                                  |
| Landkreis Kaaden               | Zemský okres Kadaň           | 560,69        | 50.257                                  |
| Landkreis Karlsbad             | Zemský okres Karlovy Vary    | 196,81        | 34.068                                  |
| Landkreis Luditz               | Zemský okres Žlutice         | 617,75        | 30.157                                  |
| Landkreis Marienbad            | Zemský okres Mariánské Lázně | 329,09        | 33.692                                  |
| Landkreis Mies                 | Zemský okres Stříbro         | 891,04        | 68.513                                  |
| Landkreis Neudek               | Zemský okres Nejdek          | 242,32        | 36.001                                  |
| Landkreis Podersam             | Zemský okres Podbořany       | 579,51        | 39.903                                  |
| Landkreis Saaz                 | Zemský okres Žatec           | 409,45        | 44.286                                  |
| Landkreis Sankt Joachimsthal   | Zemský okres Jáchymov        | 258,60        | 32.242                                  |
| Landkreis Tachau               | Zemský okres Tachov          | 903,20        | 56.490                                  |
| Landkreis Tepl                 | Zemský okres Teplá           | 661,51        | 35.993                                  |